# KDESvn
A KDESvn egy grafikus kliens a Subversion verziókezelő rendszerhez a KDE szoftver gyűjtemény 4-ben.
A subversion RapidSVN által készített C csomagoló API-ját használja. Ez egy teljes funkcionalitással rendelkező kliens és adminisztratív interfész, amely nem csak az svn kimenetét parsolja.
A KDESvn a KWallet-hez is tud csatlakozni, amely így opcionálisan el tudja menteni az svn tároló jelszavakat is.

## Külső hivatkozások
- KDESvn weboldala Archiválva 2019. november 14-i dátummal a Wayback Machine-ben

## Fordítás
Ez a szócikk részben vagy egészben  a   KDESvn című angol Wikipédia-szócikk ezen változatának fordításán alapul.  Az eredeti cikk szerkesztőit annak laptörténete sorolja fel. Ez a jelzés csupán a megfogalmazás eredetét és a szerzői jogokat jelzi, nem szolgál a cikkben szereplő információk forrásmegjelöléseként.